# L'École des dragueurs
Pour plus de détails, voir Fiche technique et Distribution.
L'École des dragueurs ou L'Académie des Losers au Québec (School for Scoundrels) est un film américain réalisé par Todd Phillips et sorti en 2006. Il s'agit d'un remake du film britannique L'Académie des coquins (1960) de Robert Hamer, lui-même basé sur un roman de Stephen Potter.

## Synopsis
Roger est un jeune homme timide et souvent moqué par ses collègues. Il est secrètement amoureux d'Amanda, une étudiante d'un programme d'échange qui vit dans son immeuble. Il décide alors d'assister à un cours de remise en confiance. Ce cours est mené par le « Dr P ». Roger va cependant vite se rendre compte que son professeur est lui aussi très attiré par Amanda.

## Fiche technique
Sauf indication contraire, les informations mentionnées dans cette section peuvent être confirmées par la base de données cinématographiques IMDb,  présente dans la section « Liens externes ».
- Titre original : School for Scoundrels
- Titre français : L'École des dragueurs
- Titre québécois : L'Académie des Losers
- Réalisation : Todd Phillips
- Scénario : Todd Phillips et Scot Armstrong, d'après le scénario original du film L'Académie des coquins
- Musique : Christophe Beck
- Direction artistique : Scott Meehan
- Décors : Nelson Coates
- Costumes : Louise Mingenbach
- Photographie : Jonathan Brown
- Montage : Leslie Jones et Dan Schalk
- Production : Daniel Goldberg, Geyer Kosinski, Todd Phillips

Coproducteurs : Scott Budnick et JoAnn Perritano
Producteurs délégués : Hal E. Chester, Craig Mazin, Bob Weinstein et Harvey Weinstein
- Sociétés de production : Dimension Films, Picked Last, Media Talent Group, Scoundrel Productions, The Weinstein Company et Todd Phillips Company
- Sociétés de distribution : Metro-Goldwyn-Mayer (États-Unis), TFM Distribution (France)
- Budget : 35 millions de dollars
- Pays de production :  États-Unis
- Langue originale : anglais
- Format : couleur
- Genre : comédie
- Durée : 100 minutes, 108 minutes (version unrated)
- Dates de sortie[1] :
  - États-Unis : 29 septembre 2006
  - France : 16 mai 2007
- Classification[2] :
  - États-Unis : PG-13
  - France : tous publics

## Distribution
- Billy Bob Thornton (VQ : Éric Gaudry) : Dr P
- Jon Heder (VF : Franck Lorrain ; VQ : Philippe Martin) : Roger
- Jacinda Barrett (VQ : Catherine Proulx-Lemay) : Amanda
- Michael Clarke Duncan (VQ : Guy Nadon) : Lesher
- Sarah Silverman (VQ : Bianca Gervais) : Becky
- David Cross (VQ : Gilbert Lachance) : Ian
- Matt Walsh (VQ : François Trudel) : Walsh
- Horatio Sanz (en) (VQ : Stéphane Rivard) : Diego
- Todd Louiso (VF : Pierre Val ; VQ : François Sasseville) : Eli
- Jon Glaser (VQ : Ghyslain Tremblay) : Ernie
- Paul Scheer : Little Pete
- Ben Stiller (VF : Arnaud Bedouët ; VQ : Alain Zouvi) : Lonnie Radcliffe
- Luis Guzmán (VF : Enrique Carballido ; VQ : Manuel Tadros) : le sergent Moorehead
- Dan Fogler : Zack
- DeRay Davis (VQ : Patrice Dubois) : Bee Bee
- Omar J. Dorsey : Lawrence
- Marcella Lowery : Mme Washington
- Jim Parsons : un camarade de classe
- Jack Kehler : un camarade de classe
- Bob Stephenson : un camarade de classe
- Aziz Ansari : un camarade de classe
- Noel Gugliemi : l'homme dans le métro
- Jessica Stroup : la femme d'Eli
- Steve Monroe : Flight Attendant
- Nicole Randall Johnson : Shanice

Source et légende : version française (VF) selon le carton du doublage français sur le DVD zone 2 ; version québécoise (VQ) sur Doublage.qc.ca.

## Production
Grand fan de Howard Stern, Todd Phillips lui propose le rôle du Dr P. Trop occupé, le célèbre animateur de radio doit décliner. Le rôle revient donc à Billy Bob Thornton. Le coscénariste Scot Armstrong avait songé à lui dès l'écriture du script. Bill Murray avait un temps été proche du rôle mais a quitté le projet peu avant le début du tournage, tout comme Christopher Masterson qui devait interpréter Roger.
Le tournage a lieu à New York et en Californie. Le caméo de Ben Stiller est tourné en deux jours à Los Angeles car l'acteur est pris par d'autres projets et ne peut se rendre à New York.